# Denkmäler rheinischer Musik
Denkmäler rheinischer Musik ist eine von der Arbeitsgemeinschaft für rheinische Musikgeschichte herausgegebene Reihe wissenschaftlicher Noteneditionen, die sich ausschließlich auf rheinische Komponisten bzw. Komponisten, die im Rheinland wirkten, konzentriert.
Die ersten zwanzig Ausgaben erschienen in den Jahren von 1951 bis 1979 im Düsseldorfer Musikverlag Schwann. Die Editionen DRM 21 von 1994 sowie DRM 22 von 1998 wurden im P. J. Tonger Verlag aus Rodenkirchen (Köln) veröffentlicht. Seit 2002 erscheinen alle Ausgaben ab Nummer 23 im Verlag Dohr, der ebenfalls in Köln ansässig ist. Zwei Bände der Gesamtausgabe des Düsseldorfer Komponisten Norbert Burgmüller wurden mit dem Deutschen Musikeditionspreis des Deutschen Musikverleger-Verbandes in Bonn  ausgezeichnet: 2003 wurde Band 23 mit „Sämtlichen Streichquartetten“ (Band 23) prämiert, 2009 schließlich auch der Band 30 mit „Sämtliche Klavierwerken“ in der Kategorie „Wissenschaftliche Notenausgaben: Einzelausgaben“.

## Übersicht
In der Reihe erschien 2024 der 50. Band. Zu einigen Bänden sind auch Unterausgaben erschienen (in der Nummerierung mit a und b gekennzeichnet), bei denen es sich um Klavierauszüge oder Einzelstimmensets handelt. Herausgegeben wurden bislang die Werke folgender Komponisten:
- Ludwig van Beethoven: Sinfonie Nr. 3 Es-Dur op. 55 (Eroica). Bearbeitungen für Klavierquartett von Ferdinand Ries und einem anonymen Bearbeiter
- Max Bruch: Sämtliche Lieder
- Cornelius Burgh: Geistliche Konzerte für drei (1626) bzw. vier Stimmen (1630; zwei Bände)
- Norbert Burgmüller: Gesamtwerk (sämtliche Streichquartette; sämtliche Klavierwerke (inkl. CD); sämtliche Lieder und Kammermusik für verschiedene Instrumente; Sinfonie Nr. 1 c-Moll op. 2; Sinfonie Nr. 2, vervollständigt durch Robert Schumann; Klavierkonzert fis-Moll op. 1;  Ouvertüre op. 5 und Vier Entr’actes op. 17)
- Jean de Castro: Cantiones Sacrae (1571, 1591, 1588)
- Ferdinand Hiller: Klaviersonaten; Messen (in drei Bänden)
- Bernhard Klein: Oratorium Jephta
- Carl Leibl: Festkantate zur Feier der Grundsteinlegung für den Fortbau des Kölner Doms 1842; Messe Nr. 3 Es-Dur für Soli, Chor und großes Orchester
- Johannes Mangon: Chorbuch II. Die Motetten
- Christian Gottlob Neefe: Partita in Es; Zwölf  Klavier-Sonaten (inkl. Selbstbiographie und 2 CDs); Das große Halleluja für gemischten Chor und Orchester; Klavierwerke (in drei Bänden);  Concerto pour le Clavecin (Cembalokonzert G-Dur);  Sechs Violinsonaten und Violinsonate aus dem „Vademecum“
- Martin Peu d’Argent: Cantiones Sacrae. Liber primus (1555)
- Cunradus Hagius Rinteleus: Die Psalmen Davids nach Kaspar Ulenberg
- Carl Rosier: Ausgewählte Instrumentalwerke
- Hermann Schroeder: Streichquartette Nr. 4 und 5
- Agostino Steffani: Tassilone. Tragedia per Musica (1709)
- Joseph Touchemoulin: Sinfonie Nr. 17 D-Dur
- Ferdinand Ernst von Waldstein-Wartenberg: Sinfonie in D
- Johann Hugo von Wilderer: Modulationi Sacre. Zehn Solomotetten für zwei bis vier Stimmen, zwei Violinen, Viola oder Fagott und Basso continuo
- Johann Wilhelm Wilms: Sinfonie Nr. 7 c-Moll; Sämtliche Klavierwerke (in zwei Bänden); Streichquartette op. 25; Klavierquartette
- Daniel Friedrich Eduard Wilsing: Sinfonie D-Dur (1832)

Weitere Titel befassen sich mit dem kölnischen Volks- und Karnevalslied zwischen 1823 und 1923, dem Liederbuch der Anna von Köln und dem Andernacher Gesangbuch als Faksimiledruck von 1608. Ein weiterer Band widmet sich den italienischen Quellen rheinischer Musik des frühen 17. Jahrhunderts, insbesondere der von Cornelius Burgh.